# 스타디오 아르테미오 프란키
스타디오 아르테미오 프란키(Stadio Artemio Franchi)는 이탈리아 토스카나주의 주도 피렌체에 위치한 축구 경기장이며, ACF 피오렌티나 구단이 홈 경기장으로서 사용하고 있다. 1990년 FIFA 월드컵을 개최했던 경기장 중 하나이기도 하다.